# Зарянка
Заря́нка (лат. Erithacus rubecula) — вид птиц из семейства мухоловковых (Muscicapidae). Согласно энциклопедическому словарю Брокгауза и Ефрона в XIX веке использовались также названия малиновка, зорька, зорянка и ольшанка.

## Описание
Зарянки окрашены сверху в серо-зеленоватый цвет. У этой птицы белое брюхо, рыжие лоб, горло, грудь и бока головы. Птица относительно длинноногая. Зарянка является перелётной птицей, но возвращается в северные края одной из первых. Самцы окрашены чаще ярче чем самки; северные зарянки ярче и могут быть крупнее южных. Старые самки могут почти не отличаться по окраске от самца. Клюв и глаза чёрные. Молодые особи имеют пятнистую коричнево-белую окраску с постепенно появляющимися оранжевыми пятнами.
Взрослые зарянки имеют длину 12,5—14,0 см, масса 16—22 г. Размах крыльев составляет 20—22 см.
Поют оба пола (один из редких случаев среди певчих птиц), но самки имеют менее разнообразный набор нот.

## Места обитания
Влажные лиственные и смешанные леса с густым подлеском, парки, заросшие кустарниками сады, предпочитает близость воды.
Ареал — Северо-Западная Африка от Марокко к востоку до Туниса, к северу до побережья Средиземного моря, к югу в Марокко до 30-й параллели, в Алжире и Тунисе до 34-й параллели. Западная Евразия от Скандинавии и атлантического побережья к востоку до Оби и долины Томи. К северу в Скандинавии и в Финляндии до 69-й параллели.
В южной части Иберии происходит разделение среды обитания постоянных и мигрирующих зарянок, при этом постоянные зарянки остаются в тех же лесных массивах, где они размножались.
Попытки завезти европейскую зарянку в Австралию и Новую Зеландию во второй половине XIX века не увенчались успехом. Птиц выпустили вокруг Мельбурна, Окленда, Крайстчерча, Веллингтона и Данидина различными местными акклиматизационными обществами, но никто из них не прижился. Аналогичный результат имел место и в Северной Америке, поскольку птицы не прижились после выпуска в 1852 году в Лонг-Айленде (штат Нью-Йорк), Орегоне в 1889—1892 годах и на полуострове Саанич в Британской Колумбии в 1908—1910 годах.

## Размножение

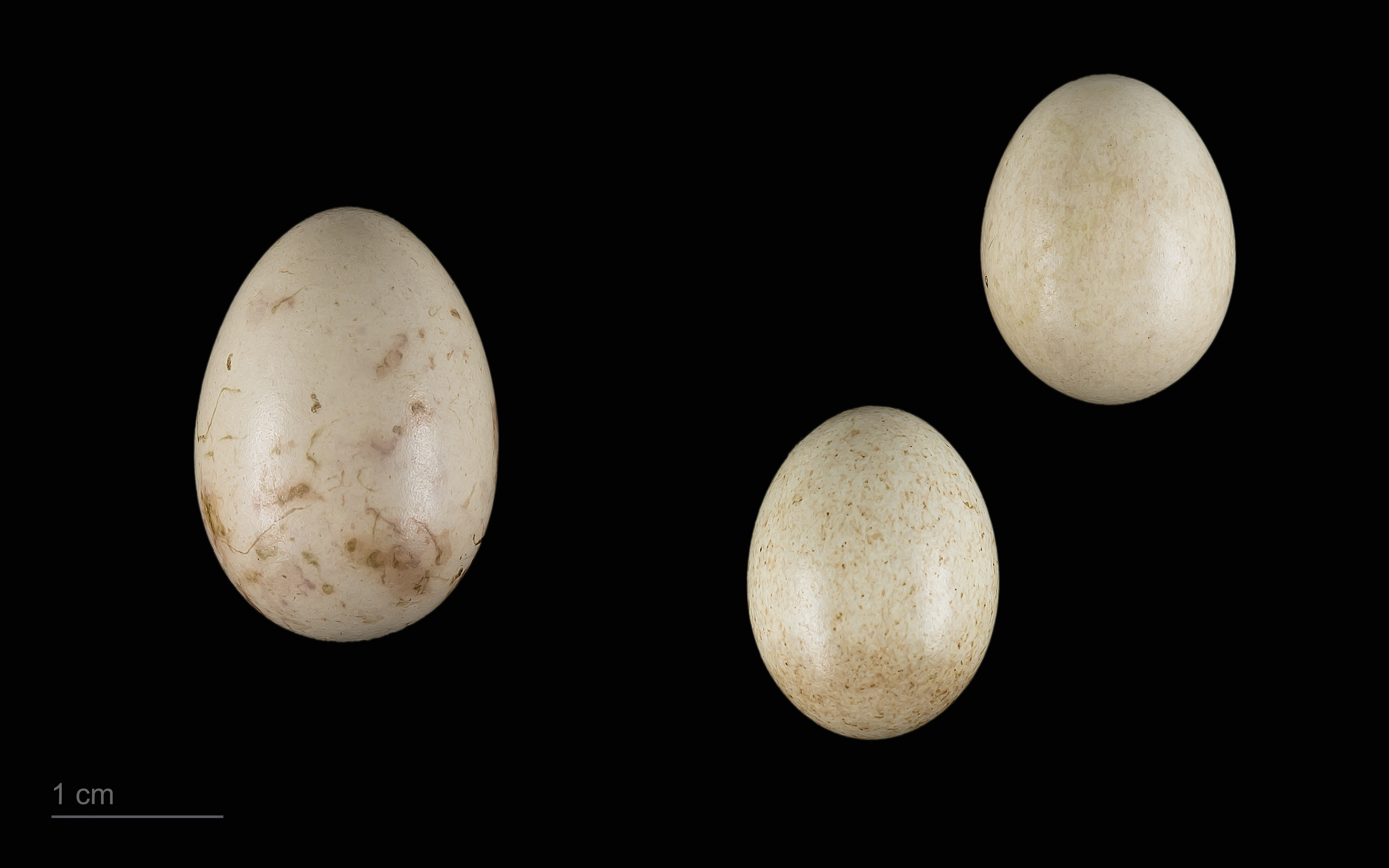
яйцо Cuculus canorus canorus + Erithacus rubecula — Тулузский музей

В углублении на земле самка строит гнездо из листвы и травинок и откладывает 5—8 яиц. Время насиживания кладки 13—14 дней. Птенцы вылупляются чёрными, голыми и нуждаются в первые дни в материнском тепле. Когда они вылетают из гнезда, у них ещё нет красной груди, поэтому они могут свободно передвигаться по родительской территории. Птенцы остаются в гнезде примерно 15 дней. Свободно селятся в хозяйственных постройках людей и не боятся присутствия последних. Очень ответственная мать защищает своих птенцов, отец не принимает участия во вскармливании потомства.
Зарянка — одна из наиболее частых «воспитателей» птенцов обыкновенной кукушки.

## Песня
Самцы начинают петь рано утром, открывая концерт после горихвостки-чернушки вместе с чёрным дроздом. Вечером поют даже в сумерках. Песня звенящая и является одной из самых красивых птичьих песен.

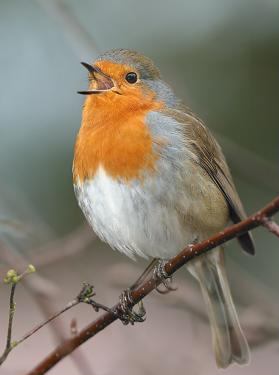
Файл:Erithacus rubecula.ogg

## Питание

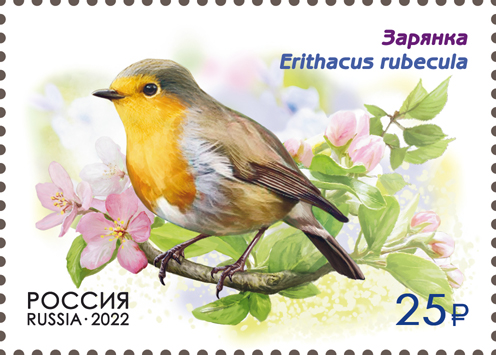
Почтовая марка, 2022 год

Зарянки ищут на земле насекомых, дождевых червей и улиток. Осенью они поедают ещё и ягоды, а зимой охотно прилетают к кормушкам, где клюют мягкие корма.

## Классификация
Зарянка — один из многих видов, первоначально описанных Линнеем в XVIII веке в его работе «Система природы» под названием Motacilla rubecula, поместив его тем самым в род трясогузок. Его видовой эпитет rubecula является уменьшительным производным от латинского Ruber (красный).

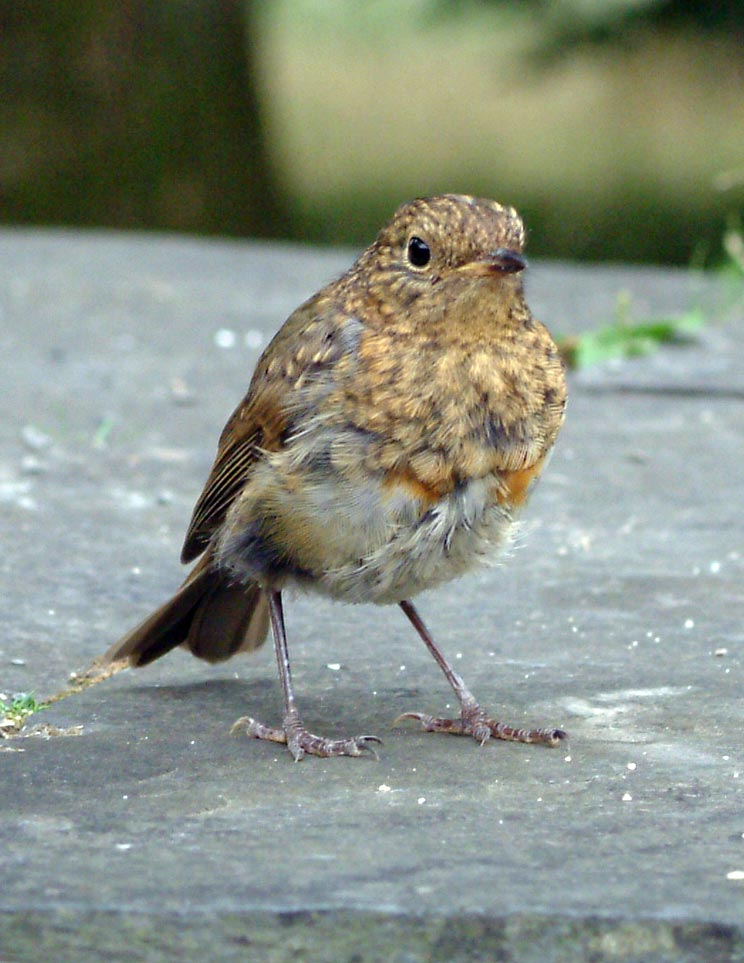
Молодая зарянка
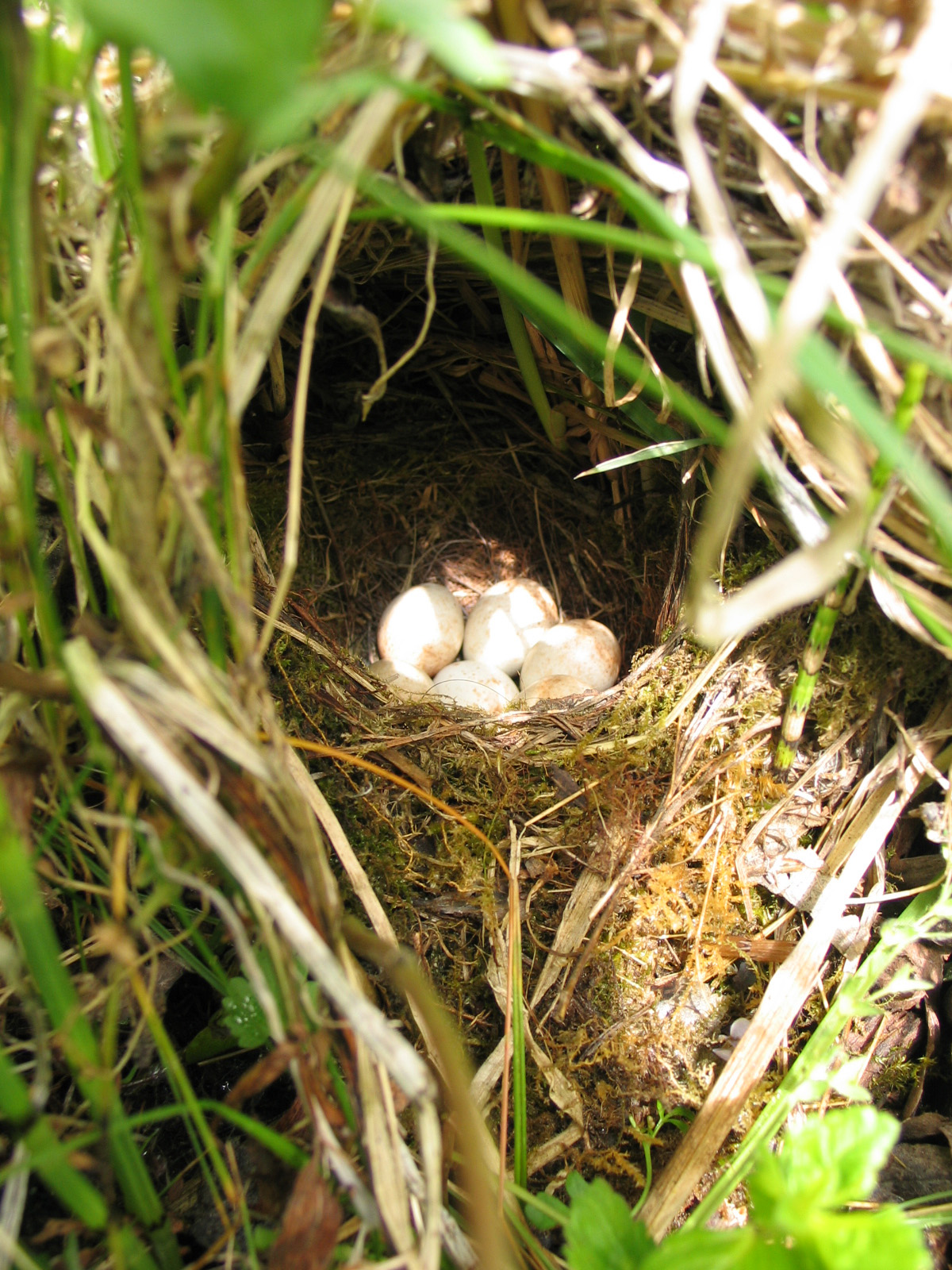
Гнездо с яйцами

## В культуре
Зарянка (англ. robin) — национальная птица Великобритании.
Цикл картин о зарянке и таинственных существах волшебного мира, в частности о конфликте её со сказочным миром (в русском языке иногда название птицы передают как имя собственное Робин, в английском языке она — символ Рождества с середины XIX века): «Малиновка, защищающая свое гнездо», «Пленённая малиновка», «Кто убил малиновку?» создал представитель викторианской сказочной живописи Джон Анстер Фицджеральд.
Легенда о появлении пятнышка на горле птички из капли крови Христа описана в рассказе «Красношейка» (швед. Fågel Rödbröst, буквально «Птица зарянка») известной шведской писательницы Сельмы Лагерлёф.
С этой легенды также начинается детективный роман норвежского автора Ю Несбё «Красношейка» (норв. Rødstrupe, буквально «Зарянка», 2000), признанный лучшим норвежским криминальным романом за все времена.
В колыбельной острова Мэн «Ushag veg ruy» поётся о зарянке.
Баскская зарянка (баск. Euskararen txantxangorria) — символ, призывающий к использованию баскского языка.
В комиксах имя Робин, обозначающее зарянку, носит напарник Бэтмена.
В СССР в 1980 году на конкурсе «Песня-80» была представлена песня ВИА Верасы «Малиновка».

## Иное
В 2017 году утвержден официальный природный символ Мостовского района Гродненской области Беларуси — Зарянка.